# Joseph Anton Dreher
Joseph Anton Dreher (* 6. September 1794 in Illereichen; † 26. Juni 1849 ebenda) war deutscher Orgelbauer, der im 19. Jahrhundert in Oberschwaben wirkte.

## Leben
Joseph Anton Dreher war Sohn des Orgelbauers Meinrad Dreher und führte ab etwa 1828 dessen Werkstatt fort. Für die Orgellandschaft Oberschwaben ist er von regionaler Bedeutung. Auf Vater und Sohn Dreher gehen 14 Orgelneubauten in Schwaben zurück, von denen drei Orgeln (teilweise) erhalten sind.
Spekulativ ist ein Verwandtschaftsverhältnis mit dem Orgelbauer Max Dreher (* 27. Mai 1886 in Hausen am Tann; † 27. November 1967 in Salzburg), der ab 1916 im Land Salzburg als Orgelbauer arbeitete, wobei er bis 1939 in Augsburg eine Filiale betrieb.

## Werkliste
Die Liste gibt alle bisher von Dreher bekannten Werke wieder.
| Jahr    | Ort            | Gebäude                       | Bild | Manuale | Register | Bemerkungen |
| ------- | -------------- | ----------------------------- | ---- | ------- | -------- | --- |
| 1827    | Krumbach       | St. Ulrich                    |      | I/p     | 7        | Brüstungsorgel; erste selbstständige Arbeit; 1986 umgebaut/erweitert durch M. Offner → Orgel                                                                                                |
| 1832    | Mindelheim     | Mariä Verkündigung            |      | II      | 18       | Reparatur und Erweiterung des Pedals um zwei Register, zusammen mit seinem Vater Meinrad Dreher; Gehäuse eines unbekannten Orgelbauers von 1722 erhalten; mehrere Umbauten → Artikel: Orgel |
| 1832    | Mindelheim     | Spitalkirche                  |      | I/p     | 6        | Anstelle des bisherigen Positivs; erhalten |
| 1834    | Witzighausen   | Mariä Geburt                  |      |         |          | nicht erhalten |
| 1835    | Siebnach       | St. Georg                     |      |         |          | |
| 1835    | Aletshausen    | Heilig Kreuz                  |      |         |          | |
| 1836    | Mindelzell     | Wallfahrtskirche Heilig Kreuz |      | I/p     | 11       | Erhalten |
| 1837    | Wallenhausen   | St. Moritz                    |      |         |          | |
| 1837    | Oberwiesenbach | Pfarrkirche St. Blasius       |      |         |          | |
| 1839    | Beuren         |                               |      |         |          | Neubau |
| um 1840 | Untereichen    | St. Peter und Paul            |      |         |          | |
| 1841    | Hegelhofen     | Pfarrkirche St. Nikolaus      |      |         |          | |
| 1843    | Schlingen      | Pfarrkirche Sankt Justina     |      |         |          | |